# Ajjasz
Ajjasz (arab. عياش) – miejscowość w Syrii, w muhafazie Dajr az-Zaur. W 2004 roku liczyła 6417 mieszkańców.